# Contea di Liangcheng
La contea di Liangcheng (凉城县S, Liángchéng XiànP) è una contea della Cina, situata nella regione autonoma della Mongolia Interna e amministrata dalla prefettura di Ulaan Chab.